# Bunkyō

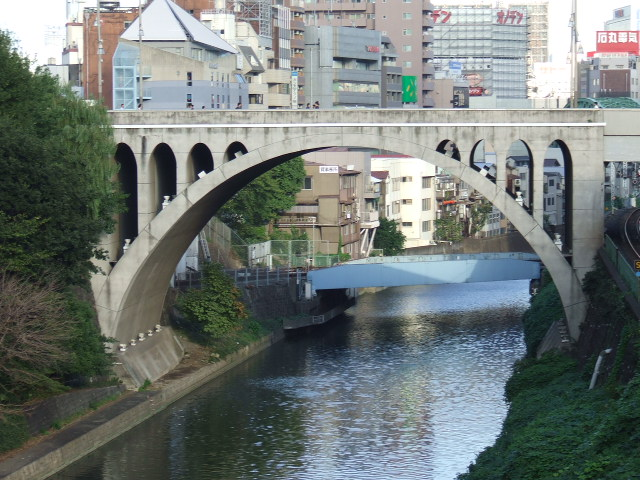
Hijiribashi-bron i Bunkyo

Bunkyō (japanska: 文京区, Bunkyō-ku) är en stadsdelskommun i Tokyo, känd bland annat för sina många förlag och tryckerier.

## Stadsdelar i Bunkyō
| - Hakusan (白山) - Hongō (本郷) - Honkomagome (本駒込) - Kasuga (春日) - Kohinata (小日向) - Koishikawa (小石川) - Kōraku (後楽) - Mejirodai (目白台) - Mukōgaoka (向丘) - Nezu (根津) | - Nishikata (西片) - Ōtsuka (大塚) - Otowa (音羽) - Sekiguchi (関口) - Sendagi (千駄木) - Sengoku (千石) - Suidō (水道) - Yayoi (弥生) - Yushima (湯島) |